# جزایر یام
جزایر یام (انگلیسی: Yam Islands) گروهی از جزیره‌ها در استان ماگادان کشور روسیه است.